# Chronopappus
Chronopappus là một chi thực vật có hoa trong họ Cúc (Asteraceae).

## Loài
Chi Chronopappus gồm các loài: